# OMG (pjesma)
"OMG" je pjesma američkog pjevača Ushera izdana kao prvi singl s njegovog šestog studijskog albuma "Raymond v. Raymond". U pjesmi se pojavljuje američki raper te član grupe The Black Eyed Peasa will.i.am. Pjesma se pojavila na vrhu lista u Australiji, Irskoj, Novom Zelandu, Ujedinjenom Kraljestvu i SAD-u. Pjesma je postala njegov deveti singl na prvom mjestu američke liste singlova. "OMG" je postala peta najprodavanija pjesma 2010. godine, u kojoj je prodala 3.8 milijuna primjeraka.

## Pozadina
Pjesmu "OMG" je napisao i producirao frontman grupe The Black Eyed Peas will.i.am. Snimljena je u Chung King studiju u New York Cityu. 

## Uspjeh pjesme
Pjesma je debitirala na četvrtaestoj poziciji Billboarda Hot 100, prodajući 130,000 primjeraka u prvom tjednu. 15. svibnja 2010. pjesma je dostigla prvo mjesto, postajući Usherov deveti singl na prvom mjestu te liste. S ovom pjesmom Usher je postao treći pjevač da ima br.1 singlove u tri desetljeća (prije njega to su usjeli Paul McCartney i Micheal Jackson). Pjesma je prodana u 4,000,000 digitalnih kopija u SAD-u. "OMG" je dostigao drugo mjesto u Kanadi, te je dostigao platinastu nakladu. U Irskoj i Ujedinjenom Kraljestvu pjesma je dostigla prvo mjesto. U Australiji je pjesma dostigla vrh, te dostigla dvostruku platinastu nakladu, dok je u Novom Zelandu dostigla platinastu nakladu. 

## Kritički osvrt
Pjesma je dobila mješane kritike, dok su većina kritičara kritizirali auto-tune vokale, te produkciji i pojavu will.i.ama.

## Popis pjesama
| - Njemački CD singl 1. "OMG" (featuring will.i.am) – 4:28 2. "Papers" - 4:20 - OMG - The Remixes 1. "OMG" (Almighty Mix) 6:35 2. "OMG" (Riva Starr Remix) 6:49 3. "OMG" (Ripper Dirty Club Mix) 7:48 4. "OMG" (Ripper Commercial Mix) 4:25 5. "OMG" (Gucci Mane Remix) 4:18 | - OMG - The Remix EP 1. "OMG" (Cory Enemy Club Mix) - 5:51 2. "OMG" (Cory Enemy Dub Mix) - 5:51 3. "OMG" (Kovas Ghetto Beat Mix) - 5:34 4. "OMG" (Don Vito 2 The Left Mix) - 4:11 5. "OMG" (Disco Fries Extended Mix) - 6:38 6. "OMG" (Instrumental Version) - 4:29 |

## Top liste
| \| Top liste (2010.) \| Najviša pozicija \| \| ------------------------- \| ---------------- \| \| Australija \| 1 \| \| Austrija \| 41 \| \| Belgija (Flandrija) \| 10 \| \| Belgija (Valonija) \| 16 \| \| Češka \| 17 \| \| Danska \| 21 \| \| Europa \| 6 \| \| Finska \| 2 \| \| Francuska \| 16 \| \| Irska \| 1 \| \| Japan \| 11 \| \| Kanada \| 2 \| \| Nizozemska \| 39 \| \| Novi Zeland \| 1 \| \| Njemačka \| 27 \| \| SAD (Billboard Hot 100) \| 1 \| \| SAD (Hot Dance Club Play) \| 3 \| \| SAD (Pop Songs) \| 2 \| \| Švedska \| 28 \| \| Švicarska \| 38 \| \| Ujedinjeno Kraljevstvo \| 1 \| |                  |
| Top liste (2010.) | Najviša pozicija |
| Australija | 1                |
| Austrija | 41               |
| Belgija (Flandrija) | 10               |
| Belgija (Valonija) | 16               |
| Češka | 17               |
| Danska | 21               |
| Europa | 6                |
| Finska | 2                |
| Francuska | 16               |
| Irska | 1                |
| Japan | 11               |
| Kanada | 2                |
| Nizozemska | 39               |
| Novi Zeland | 1                |
| Njemačka | 27               |
| SAD (Billboard Hot 100) | 1                |
| SAD (Hot Dance Club Play) | 3                |
| SAD (Pop Songs) | 2                |
| Švedska | 28               |
| Švicarska | 38               |
| Ujedinjeno Kraljevstvo | 1                |

## Prethodnici i nasljednici na top listama
| Prethodnik:                                   | UK Singles Chart broj 1 singl (18. travnja 2010. - 24. travnja 2010.) | Nasljednik:            |
| "This Ain't a Love Song" (Scouting for Girls) | UK Singles Chart broj 1 singl (18. travnja 2010. - 24. travnja 2010.) | "Once" (Diana Vickers) |

| Prethodnik:                                | Billboard Hot 100 broj 1 singl 15. svibnja 2010. (prvo pojavljivanje na br.1) 29. svibnja 2010. – 12. lipnja 2010. (drugo pojavljivanje na br.1) | Nasljednik:           |
| "Nothin' On You" (B.o.B (feat. Bruno Mars) | Billboard Hot 100 broj 1 singl 15. svibnja 2010. (prvo pojavljivanje na br.1) 29. svibnja 2010. – 12. lipnja 2010. (drugo pojavljivanje na br.1) | "Not Afraid" (Eminem) |

## Vanjske poveznice
- Hot 100 Recap:  Billboard
- OMG: Usher Hits No. 1